# 小田急10000形電車
小田急10000形電車（おだきゅう10000がたでんしゃ）は、1987年（昭和62年）から2012年（平成24年）まで小田急電鉄（小田急）が運用していた特急用車両（ロマンスカー）である。
小田急では、編成表記の際「新宿方先頭車両の車両番号（新宿方の車号）×両数」という表記を使用しているため、本項もそれに倣い、特定の編成を表記する際には「10041×11」のように表記する。また、3000形 (初代)は「SE車」、3100形は「NSE車」、7000形は「LSE車」、本形式10000形は「HiSE車」、20000形は「RSE車」、30000形は「EXE車」、50000形は「VSE車」、箱根登山電車箱根湯本駅へ乗り入れる特急列車については「箱根特急」と表記する。

## 概要
小田急開業60周年を記念して1987年に登場した特急車両で、展望席を除く全ての客室を高床化した車両である。

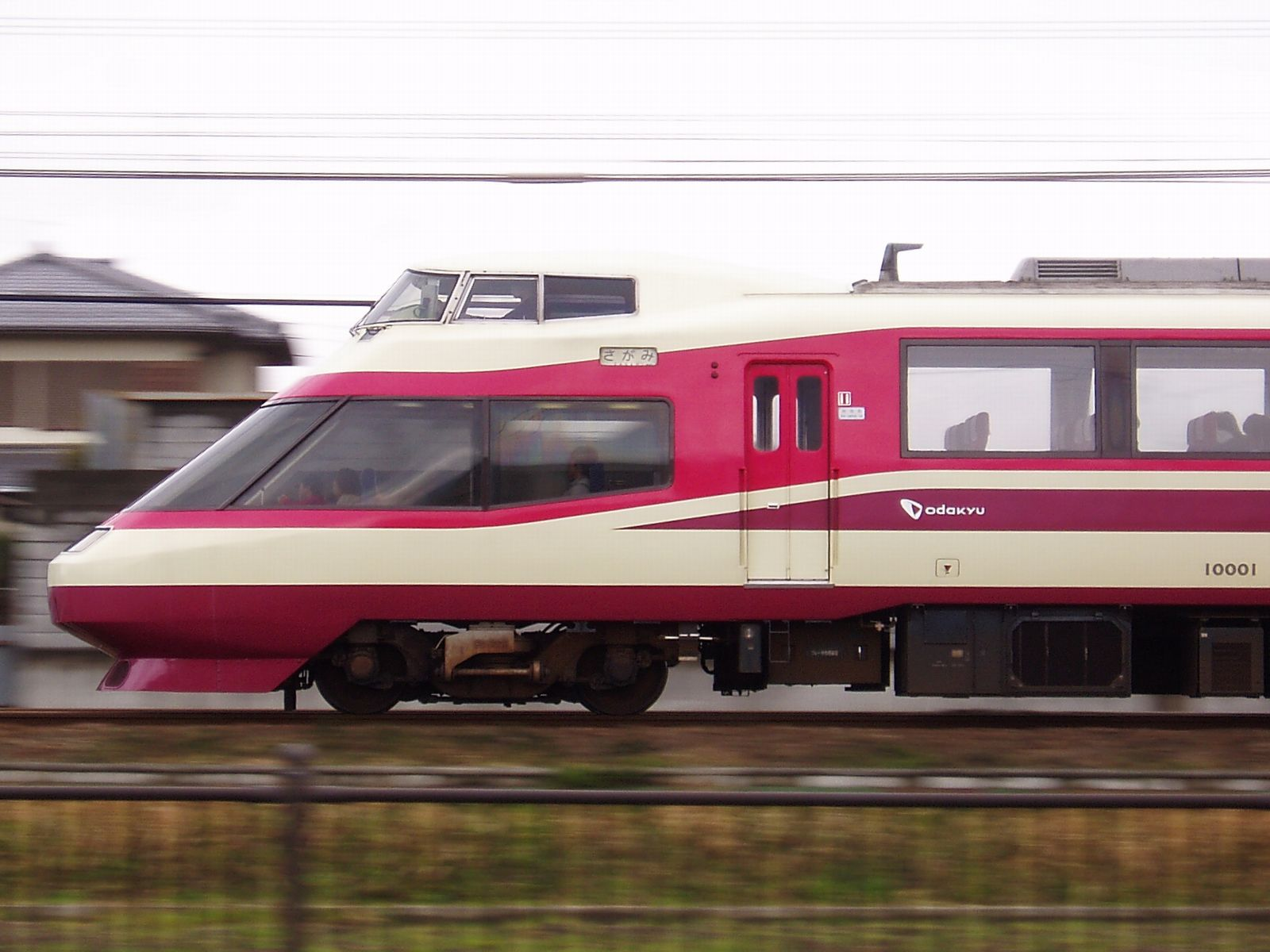
展望席よりも、一般客席の窓の位置が高い

「HiSE」という愛称が設定された。デビューした1987年〜1991年までの間と、2002年〜2005年までの間、特急ロマンスカーのイメージリーダーとして扱われてきた。
しかしバリアフリー対応が困難であるとされてVSE車の登場した2005年に淘汰が始まり、2012年3月のダイヤ改正をもって全編成が営業運転を終了した。廃車後、一部の車両が長野電鉄に譲渡され、同社の1000系となった。
1988年には鉄道友の会よりブルーリボン賞を授与された。

### 登場の経緯
1987年は小田急の開業60周年となることから、これを記念すべく新形特急車両を増備することになった。
この当時、観光バスなどで高床車（ハイデッカー）が導入されており、他鉄道事業者の車両においても高床構造の観光用車両が登場していた。また、この時期におけるレジャーの傾向は多様化が進んでおり、ゆとり以外に「一味違ったもの」が求められていた。
これらの要求に対応するために、前面展望席や連接構造はNSE車・LSE車から踏襲する一方、展望席以外の乗客も車窓の眺望を楽しめるように客席を高床構造とした上で、車両内外ともにカラーリングを変更し、イメージの一新を図って登場したのがHiSE車である。
形式は10000形と、小田急では初めて5桁の形式番号・車両番号を有する車両となった。

## 構造
本節では、登場当時の仕様を基本として、増備途上での変更点を個別に記述する。
HiSE車は11両連接の固定編成で、形式は先頭車が制御電動車のデハ10000形で、中間車は両端とも付随台車となっている車両が付随車のサハ10000形。それ以外の中間車が電動車のデハ10000形である。編成については、巻末の編成表を参照のこと。

### 車体
先頭車は車体長16,150 mm・全長は新宿方先頭車が16,390 mmで小田原方先頭車が16,310 mm、中間車は車体長12,200 mm・全長12,600 mmで、車体幅は2,900 mmである。車体は、側板が厚さ1.1 mmの高耐候性鋼板を、床板は厚さ0.8 mmステンレスキーストンを、屋根板は厚さ0.8 mmのステンレス矩形押し出し材を採用した。車体断面は下部を半径2,500 mmの緩いカーブで絞り込み、側面上部を3度の傾斜角で内傾させた形状とした。展望室を除く客室と通路はLSE車よりも410 mm高くし、レール面から1,510 mmの高さとした。
| LSE車の先頭部の傾斜角は48度、運転室部分傾斜角は45度 |  | HiSE車の先頭部傾斜角は37度、運転室部分の傾斜角は50度 |
| LSE車の先頭部の傾斜角は48度、運転室部分傾斜角は45度 |  | HiSE車の先頭部傾斜角は37度、運転室部分の傾斜角は50度 |

先頭部の形状は運転室を2階に上げ、最前部まで客室とした前面展望構造の流線形という点はNSE車やLSE車と同様であるが、2階の運転室を前方に移動させ、運転室と展望室の傾斜を一体化させた。また、前面展望室窓の傾斜角をLSE車の48度から37度に、運転室の前面傾斜角もLSE車の45度から50度にそれぞれ変更し、スピード感を持たせると同時に運転視野の拡大を図った。前面展望室窓の高さも、LSE車より50 mm拡大した900 mmとした。愛称表示器は、LSE車では前面に設置していたが、HiSE車では側面の出入り口上部脇に配置した。尾灯・標識灯・車側灯には発光ダイオード（LED）を採用した。
| 側面に設けられた愛称表示器 |  | 側面客用扉。扉内部に階段が2段設けられている |
| 側面に設けられた愛称表示器 |  | 側面客用扉。扉内部に階段が2段設けられている |

側面客用扉は各車両とも1箇所で、LSE車と同様700 mm幅の自動開閉式折戸が採用された。前述のように高床式としたため、中間車の客用扉内部には高さ180 mmの階段を2段設けている。先頭車は展望席と同レベルのため扉部分には階段はない。1999年7月までは、特急に乗車する際には乗車口を限定した上で、ホームで特急券を確認する乗車改札を行っていたため、半自動扱いも可能な回路となっている。1989年の増備車では、先頭車の客用扉の幅を750 mmに拡幅した。
側面窓の配置は、LSE車よりも高さを100 mm拡大した幅1,600 mm・高さ900 mmの固定窓を、窓柱の幅を340 mmとして配置した。1・4・8・11号車以外の車端部の窓については幅を765 mmとした。窓柱にもブロンズ焼付塗装ガラスを取り付けて、連続窓風の外観とした。1・11号車の連結面側車端部には500 mm幅の乗務員扉を配置した。
車両間の貫通路は1,100 mm幅の広幅となっているが、通路は下部が絞り込まれた形状となっており、床面での貫通路幅は800 mmとなっている。LSE車と同様、先頭車と隣接する車両間を除く貫通路に自動扉を設けた。連結面間の幌はLSE車と同様に内幌と外幌の2重構造とし、外幌についてはウレタンフォームを芯としたテトロンターポリン製・内幌はナイロンターポリン製で、いずれもファスナーで結合させる方式として切り離しの容易化を図っている。
塗装デザインはパールホワイト■をベースとし、ロイヤルケープレッドの濃淡2色■■を直線的なデザインで配し、流れるようなスピード感と若々しさを表現することをねらった。3・9号車の車体側面(喫茶コーナー部分の窓がない4 mほどの箇所)には登場当初、白いラインを5本入れていた。この意匠は後にヤマユリのシンボルマークに変更された。

### 内装
| HiSE車の座席（右）はリクライニング機構は省略されているが、LSE車の座席（左）よりも背もたれ高さを50 mm高くした上で、形状も変更している |  | HiSE車の座席（右）はリクライニング機構は省略されているが、LSE車の座席（左）よりも背もたれ高さを50 mm高くした上で、形状も変更している |
| HiSE車の座席（右）はリクライニング機構は省略されているが、LSE車の座席（左）よりも背もたれ高さを50 mm高くした上で、形状も変更している |  | |

室内は、落ち着きのある楽しい雰囲気をねらい、ハイデッカー構造を演出できるデザインと暖色系の配色とした。
座席は、LSE車ではリクライニングシートを採用していたが、HiSE車ではリクライニングシートは採用せず、通常の回転クロスシートをシートピッチ970 mmで配置した。背ずりをLSE車よりも50 mm高くして頭部の安定を図ったほか、背もたれや座布団の構成を見直したバケットタイプとした。LSE車の座席をリクライニングさせた時の傾斜角と、HiSE車の座席における背もたれ傾斜角は同じである。座席の回転はLSE車と同様、スイッチ操作による一斉転換を可能とした。座席表地は江の島・芦ノ湖をイメージした青色系の色と、太陽をイメージした赤系統の色を採用しているが、編成両端の6両（1・2・3・9・10・11号車）と中間5両（4・5・6・7・8号車）で配色を変更し、展望席では1席ずつ交互に配置した。この配色は日本車輌製造で落成した編成（10001×11・10041×11）と川崎重工業で落成した編成（10021×11・10061×11）で異なり、赤系統の色は日本車輌製では編成両端6両に、川崎重工製では編成中間5両に採用されている。また、展望席の座席の色も組み合わせが反転している。
なお、10041×11の編成は後の検査時に展望席の座席が赤色の物に統一されている。
| 展望席 |  | 一般客室 |
| 展望席 |  | 一般客室 |

列車両端の展望室はLSE車同様に定員14名とした。座席設置高さは50 mmずつ段差を設けて、展望席特有の雰囲気を感じられるようにした。室内側壁はアイボリー系の布目柄、天井はベージュ系の網目柄の化粧板を使用した。床敷物は内装化粧板と同一系統の色を使用し、通路部分には臙脂色のカーペットを敷いて豪華さを演出するとともに歩きやすくした。LSE車では前面ガラス上部に日除けカーテンを設けていたが、HiSE車ではこれを廃止し、代わりに前面ガラスを二重にした熱線吸収ガラスとしている。1989年の増備車では、座席表地が赤系統の色となっている車両は通路カーペットも青色系の色とした。
| 壁面テーブル下の栓抜き |  | 2次車で設置された座席背面テーブル |  | 喫茶コーナー |
| 壁面テーブル下の栓抜き |  | 2次車で設置された座席背面テーブル |  | 喫茶コーナー |

壁面のテーブル下には栓抜きが設置されているほか、1989年の増備車では、座席背面に格納式のテーブルが新設された。
3号車の小田原方車端部と9号車の新宿方車端部には喫茶コーナーを設置した。喫茶コーナーは客室および出入台（デッキ）と扉で仕切り、排水は床下に配置された雑排水タンクに貯溜する方式とした。また、HiSE車では注文から提供までの迅速化を図り、オーダーエントリーシステムを導入した。これは喫茶コーナーに設置したオペレーションマシンと各車両を電送線で接続し、各車両で販売員が注文を受ける際にはハンディ機器に入力し、各車両の客室端部にあるカードリーダーに装着することで、喫茶コーナーに注文内容が送られると同時に伝票処理も行なうことができるもので、小田急の特急車両では初めての導入である。また、小田急では初めて喫茶コーナーにコーヒーマシンを設置した。
4号車の小田原方車端部と8号車の新宿方車端部には、LSE車と同様に貯溜循環式の男女共用和式トイレ・男子小用トイレ・化粧室を配置した。1989年の増備車では、センサー式の自動水栓がトイレ内の手洗い器と洗面所に設けられた。
車内でのラジオの難聴対策として、車外に設けたAM・FMラジオアンテナで受信した上で増幅、車内のアンテナから放射する機構を導入したほか、テレホンカード式公衆電話を4号車に設置した。

### 主要機器

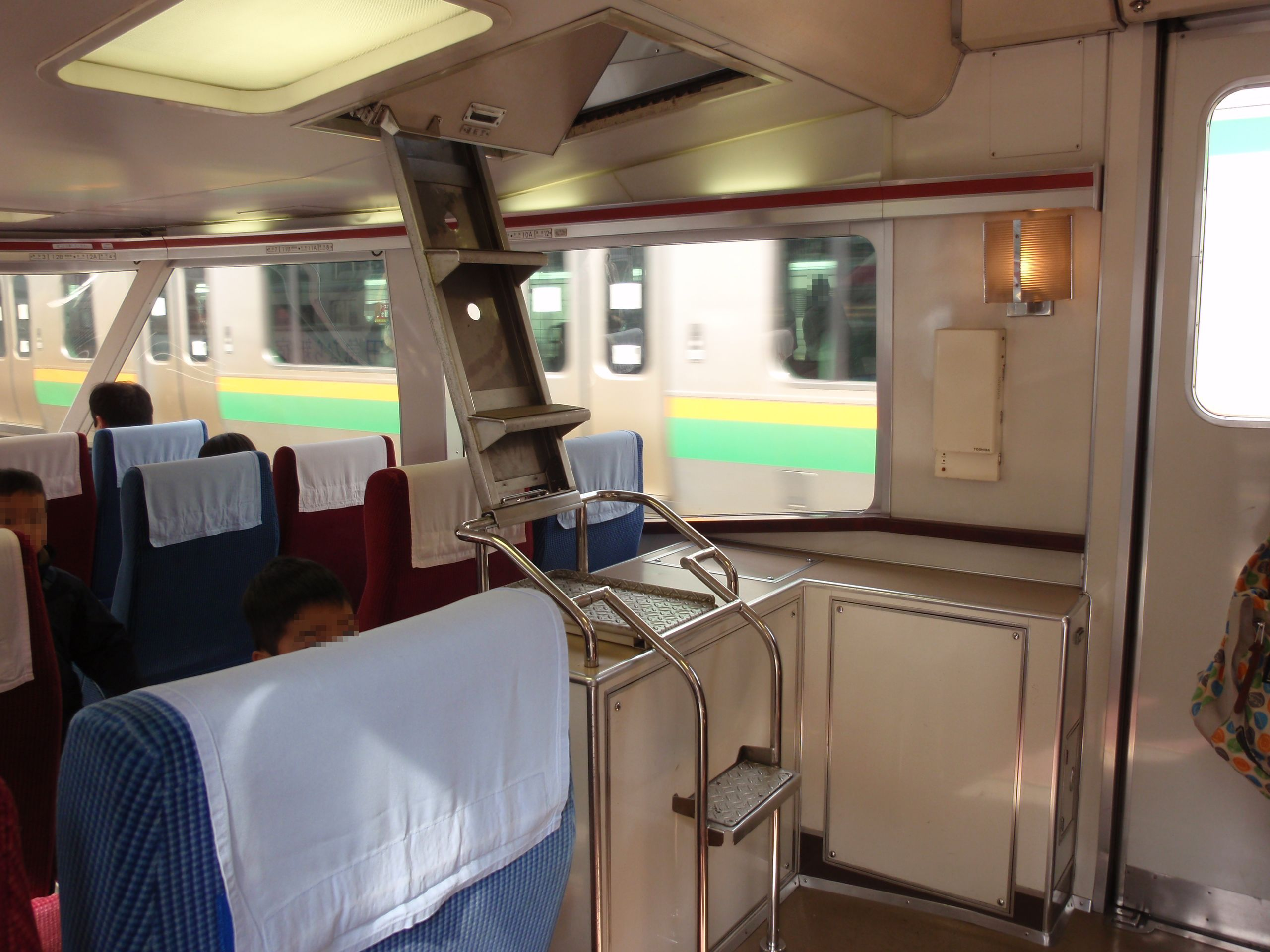
運転台への昇降用梯子

運転士が乗務する乗務員室（運転室）は、NSE車・LSE車と同様の2階に上げた構造で、運転室への入口は右側（助士席側背後下）にあるのもLSE車と同様である。また、運転席パネル類や主幹制御器とブレーキ設定器を一体としたワンハンドルマスコンとした点もLSE車と同様であるが、空気圧力計を電気式アナログ表示に変更したほか、一部表示器の向きを変更した。また、ワイパーはウインドウォッシャー付の電動式に変更した。空気圧力計とワイパーの電動化により、運転室への空気配管は廃止された。車掌が乗務する乗務員室（車掌室）は先頭車の連結面寄りに設けられているが、LSE車よりレール方向の長さを50 mm長くしたほか、外部出入口（乗務員扉）の高さは客用扉より180 mm高い位置とした。
主電動機については、LSE車と同様、出力140 kWの直流直巻電動機を採用し、各電動台車に2台ずつ装架した。東洋電機製造のTDK-8420-A形・三菱電機のMB-3262-A形を併用しており、いずれも平坦線均衡速度145 km/hという高速性能と、箱根登山鉄道（現・小田急箱根）鉄道線内の40 ‰勾配を走行可能な登坂性能という二つの条件を満たす主電動機である。
制御装置はLSE車と同型の東芝の発電・抑速制動付電動カム軸式抵抗制御装置であるMM-39A形を採用し、1・5・7・11号車に搭載した。SE車・NSE車・LSE車に引き続き東芝製の採用である。この制御器は1台で4つの電動機の制御を行い（1C4M）、主回路接続は4つの電動機を全て直列に接続する方式（永久4S）で、並列運転時には4組を全て並列させる「4並列回路制御」、直列運転時には1台の制御器で8つの電動機を直列に接続した「2直列回路制御」となる。駆動装置はLSE車に引き続きTD平行カルダン駆動方式（中実軸撓み板継手方式）で、歯数比も80:19=4.21とLSE車と同様であるが、歯車箱を垂直吊りに変更している。制動装置（ブレーキ）については、LSE車と同様、電気指令式電磁直通制動のMBS-D形とした。

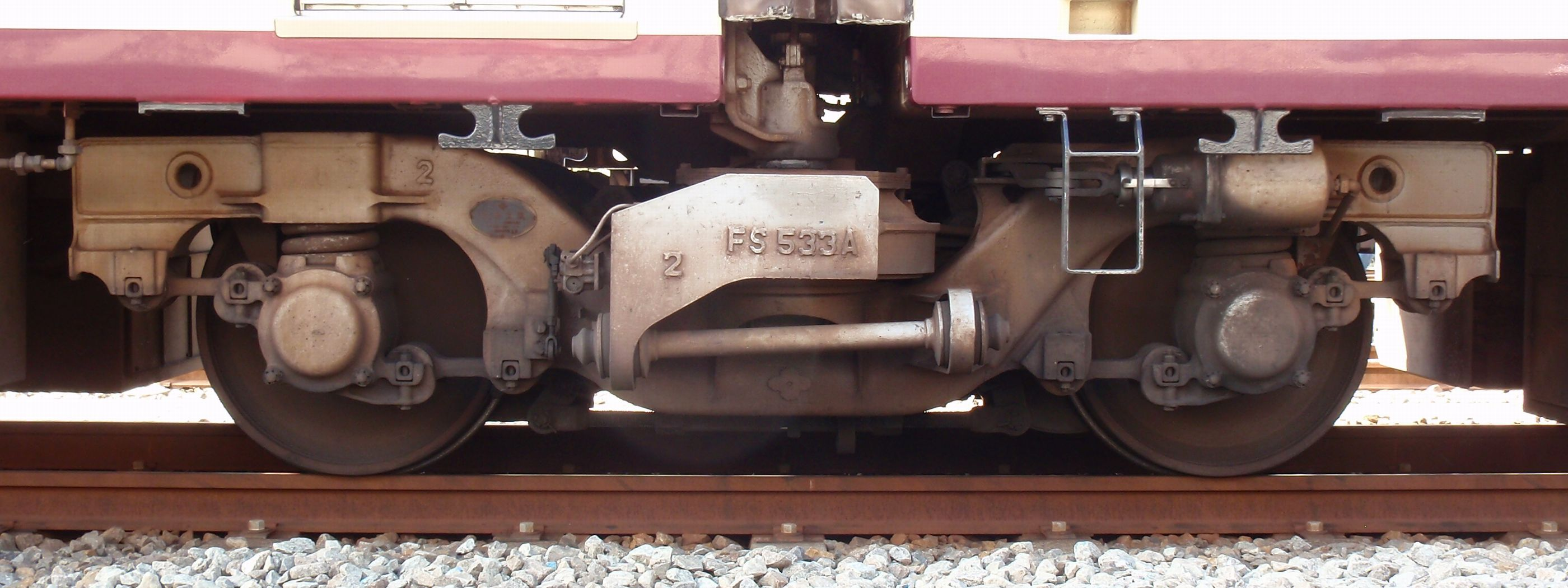
連接電動台車 FS533A

台車は、連接電動台車がFS533A、先頭電動台車がFS533B、連接付随台車がFS033で、いずれも小田急においては2600形以来実績のある住友金属工業製のアルストムリンク式空気ばね台車であるが、LSE車が軸ばねにエリゴばねを採用したのに対して、HiSE車では通常のコイルばねに変更されているほか、基礎ブレーキ装置は電動台車・付随台車ともシングル式（片押し式）となっている。いずれの台車も車輪径は860 mmである。
集電装置（パンタグラフ）は、下枠交差型のPT-4823A-Mを採用、2・5号車の屋根上小田原方車端部と、7・10号車の屋根上新宿方車端部に設置した。冷房装置については、車体構造の高床化に伴い屋根上搭載は車両定規上不可能となったことから、16,000 kcal/hの能力を有する三菱電機製CU-31形を各車両の床下に1両あたり2台搭載したほか、列車両端の展望室には4,500 kcal/hの能力を有する三菱電機製CU-23形を1台搭載した。冷房装置を床下への搭載としたことにより、車両の重心はLSE車と同等かそれ以下となっている。
補助電源装置は、出力140 kVAの静止形インバータ（SIV）を3・6・9号車に搭載した。電動空気圧縮機（CP）については低騒音型のC-2000Lを2・6・10号車に搭載した。SE車・NSE車・LSE車に続いて、電子警報器（補助警報音を発する装置）も設置された。

## 運用
第1編成となる10001×11は、1987年12月23日の「はこね7号」から運用を開始、1988年1月1日の「初詣号」にも運用されたが、この時にHiSE車が運用された新宿3時00分発「初詣3号」では、深夜であるにもかかわらず「走る喫茶室」の営業が行われた。第2編成の10021×11も1988年1月14日より運用を開始した。LSE車は登場当初よりNSE車と共通運用が組まれ、「あさぎり」以外の全ての列車に運用されていたが、HiSE車は登場後しばらくは「はこね」の一部の列車に限定運用されていた。HiSE車の導入に伴い、特急車両の運用に余裕が生じたため、1988年3月からは特急の増発も行なわれた。HiSE車は1989年にさらに2編成が増備され、同年7月15日からは「あさぎり」以外は全列車が11両連接の特急車両で運用されるようになった。
1999年に客室内への空気清浄機の設置と、トイレの処理方式の変更（循環式から真空式に変更）という設備改良工事が実施された。
2001年4月〜2002年3月まで、日・伊両政府によるイタリア紹介事業「日本におけるイタリア2001」を記念して、10041×11の編成が各車両にイタリアの国旗をイメージした緑・白・赤の3色のストライプ帯を追加し、正面と側面には「日本におけるイタリア2001」のステッカーを貼付して運用された。
登場当初こそ、HiSE車は小田急のシンボルとして位置づけられていたが、その後RSE車やEXE車が登場した後はイメージリーダーの車両としては扱われなかった。ところが、箱根特急の2003年の直通利用者数は300万人程度と、1987年の550万人という数値と比較すると45 %も落ち込んだ。主な理由の一つとして、1997年以降イメージリーダーとして宣伝に起用されていたEXE車に「小田急ロマンスカーのイメージ」とされた展望席が存在しなかったことが挙げられた。こうした背景から、登場してから15年を経過した2002年から、再びHiSE車が小田急ロマンスカーのイメージリーダーとして起用された。
その反面、2000年に高齢者、身体障害者等の公共交通機関を利用した移動の円滑化の促進に関する法律（交通バリアフリー法）が制定され、大規模な更新の際にはバリアフリー化が義務付けられていたが、HiSE車の更新にあたって高床構造であることが問題となった。このため、HiSE車の更新は行なわれない方針となり、2005年にVSE車の投入により余剰となった2編成（10021×11・10061×11）は2005年8月12日付で廃車となった。
10001×11の編成もVSE車の投入によって2005年1月から運用離脱し休車となっていたが、2006年5月に全般検査入場、同月から定期運用に復帰した。2008年には3号車に自動体外式除細動器（AED）が設置された。2010年1月中旬より、HiSE車の部品の一部に不具合が見つかったため全面的に運用から離脱し、点検を行なった。HiSE車は同年3月1日から営業運行に復帰している。
2011年6月16日限りで10041×11の編成は運用を離脱し廃車となり、同年7月8日までに解体のため大野工場から搬出された。また、残る10001×11の編成についても2012年3月17日のダイヤ改正をもって運用を終了することになった。小田急電鉄では公式サイト上に5000形通勤車・HiSE車・RSE車の運行終了記念特設サイトを開設しており、RSE車とともに運行ダイヤが公開されていた（外部リンク参照）ほか、2012年2月1日から3月16日の運用最終日まで車体に「『ラストラン』ステッカー」が掲出されていた。定期運用最終日となる2012年3月16日には、HiSE車では最後の新宿駅発列車となる15時40分発「はこね35号」の出発式が行われ、箱根湯本17時31分発「はこね36号」の新宿到着後には到着式が行われた。この運用をもって、HiSE車は全ての運用を終了した。

## 長野電鉄1000系
前述のように、VSE車への置き換えで廃車となった2編成は、2005年8月12日付けで長野電鉄に譲渡された。愛知県豊川市の日本車輌製造豊川製作所で4両編成に改修された2編成は、同社1000系電車として2006年12月9日より長野線長野駅 - 湯田中駅間のA特急「ゆけむり」にて運転を開始した。これによりA特急に運用されていた2000系を置き換えた。

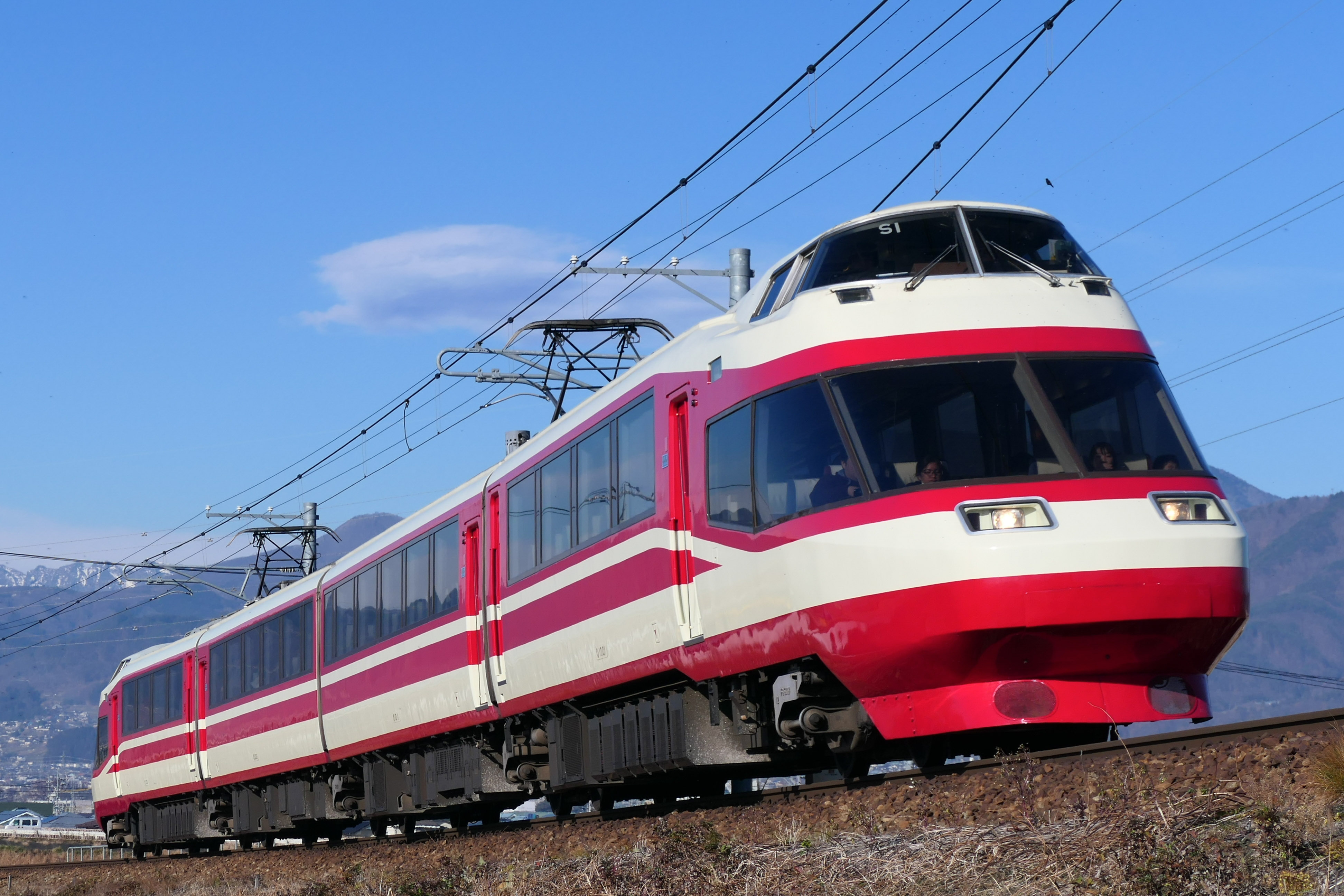
長野電鉄1000系電車
（2019年12月10日）

小田急電鉄の車両が他社に譲渡されるのは21年ぶりのことで、特急形車両としては2300形、SE車に続く譲渡例で、譲渡後も優等列車に充当されるものとしては後者に続き2例目となった。
長野電鉄に譲渡された車両についても、臨時に検査を行なうため2010年1月中旬から全ての運用を中止していたが、安全が確認されたとして同年1月26日より運転を再開した。

## 保存車
引退後しばらくは先頭車2両、中間車1両の計3両が喜多見検車区に保存されていたが、2017年7月頃、車庫の収容スペースが不足する事を理由に先頭車1両（10001号車）を除いて解体された。

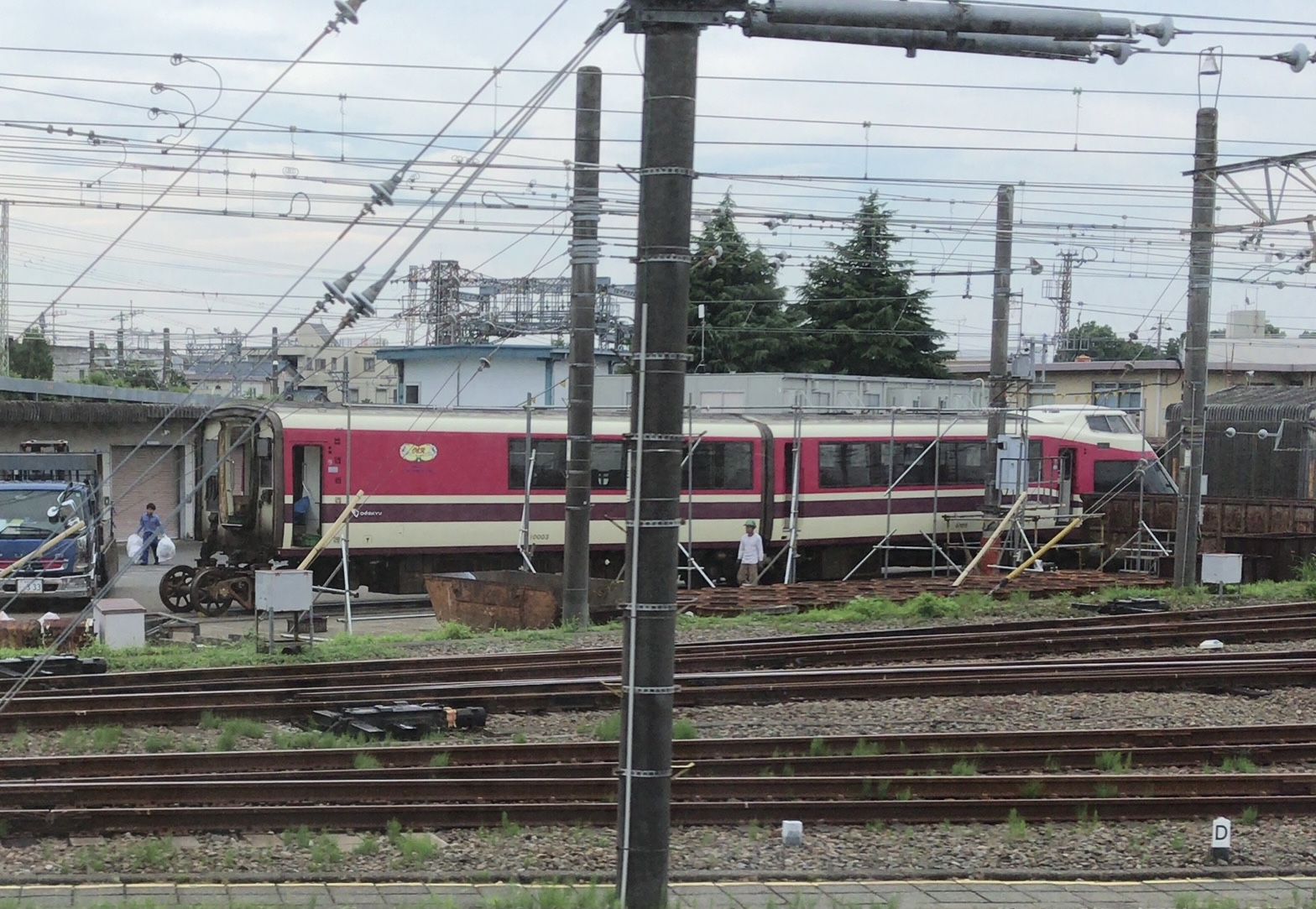
大野総合車両所で解体される10003号車と10011号車（2017年7月4日）

10001号車は、2021年4月19日に開業したロマンスカーミュージアムに展示保存されている。

## 編成表
凡例Mc …制御電動車、M …電動車、T…付随車、CON…制御装置、SIV…補助電源装置、CP…電動空気圧縮機、PT…集電装置
乗 …乗務員室、展 …展望席、喫…喫茶コーナー、WC…トイレ・化粧室、電…公衆電話
|          | ← 小田原新宿 → |             |             |            |            |            |            |            |            |            |            |            |            |            |            |            |            |            |            |            |            |            |            |            |            |            |            |            |            |            |             |             |             |
| 号車     | 1              | 1           | 1           | 2          | 2          | 2          | 3          | 3          | 3          | 4          | 4          | 4          | 5          | 5          | 5          | 6          | 6          | 6          | 7          | 7          | 7          | 8          | 8          | 8          | 9          | 9          | 9          | 10         | 10         | 10         | 11          | 11          | 11          |
| 形式     | デハ10000      | デハ10000   | デハ10000   | デハ10000  | デハ10000  | デハ10000  | サハ10000  | サハ10000  | サハ10000  | デハ10000  | デハ10000  | デハ10000  | デハ10000  | デハ10000  | デハ10000  | デハ10000  | デハ10000  | デハ10000  | デハ10000  | デハ10000  | デハ10000  | デハ10000  | デハ10000  | デハ10000  | サハ10000  | サハ10000  | サハ10000  | デハ10000  | デハ10000  | デハ10000  | デハ10000   | デハ10000   | デハ10000   |
| 区分     | 10000 (Mc9)    | 10000 (Mc9) | 10000 (Mc9) | 10000 (M8) | 10000 (M8) | 10000 (M8) | 10000 (T2) | 10000 (T2) | 10000 (T2) | 10000 (M7) | 10000 (M7) | 10000 (M7) | 10000 (M6) | 10000 (M6) | 10000 (M6) | 10000 (M5) | 10000 (M5) | 10000 (M5) | 10000 (M4) | 10000 (M4) | 10000 (M4) | 10000 (M3) | 10000 (M3) | 10000 (M3) | 10000 (T1) | 10000 (T1) | 10000 (T1) | 10000 (M2) | 10000 (M2) | 10000 (M2) | 10000 (Mc1) | 10000 (Mc1) | 10000 (Mc1) |
| 車両番号 | 10011          | 10011       | 10011       | 10010      | 10010      | 10010      | 10009      | 10009      | 10009      | 10008      | 10008      | 10008      | 10007      | 10007      | 10007      | 10006      | 10006      | 10006      | 10005      | 10005      | 10005      | 10004      | 10004      | 10004      | 10003      | 10003      | 10003      | 10002      | 10002      | 10002      | 10001       | 10001       | 10001       |
| 車両番号 | 10031          | 10031       | 10031       | 10030      | 10030      | 10030      | 10029      | 10029      | 10029      | 10028      | 10028      | 10028      | 10027      | 10027      | 10027      | 10026      | 10026      | 10026      | 10025      | 10025      | 10025      | 10024      | 10024      | 10024      | 10023      | 10023      | 10023      | 10022      | 10022      | 10022      | 10021       | 10021       | 10021       |
| 車両番号 | 10051          | 10051       | 10051       | 10050      | 10050      | 10050      | 10049      | 10049      | 10049      | 10048      | 10048      | 10048      | 10047      | 10047      | 10047      | 10046      | 10046      | 10046      | 10045      | 10045      | 10045      | 10044      | 10044      | 10044      | 10043      | 10043      | 10043      | 10042      | 10042      | 10042      | 10041       | 10041       | 10041       |
| 車両番号 | 10071          | 10071       | 10071       | 10070      | 10070      | 10070      | 10069      | 10069      | 10069      | 10068      | 10068      | 10068      | 10067      | 10067      | 10067      | 10066      | 10066      | 10066      | 10065      | 10065      | 10065      | 10064      | 10064      | 10064      | 10063      | 10063      | 10063      | 10062      | 10062      | 10062      | 10061       | 10061       | 10061       |
| 搭載機器 | CON            | CON         | CON         | CP,PT      | CP,PT      | CP,PT      | SIV        | SIV        | SIV        |            |            |            | CON,PT     | CON,PT     | CON,PT     | SIV,CP     | SIV,CP     | SIV,CP     | CON,PT     | CON,PT     | CON,PT     |            |            |            | SIV        | SIV        | SIV        | CP,PT      | CP,PT      | CP,PT      | CON         | CON         | CON         |
| 台車形式 | FS533B         |             | FS533A      | FS533A     |            | FS033      | FS033      |            | FS033      | FS033      |            | FS533A     | FS533A     |            | FS533A     | FS533A     |            | FS533A     | FS533A     |            | FS533A     | FS533A     |            | FS033      | FS033      |            | FS033      | FS033      |            | FS533A     | FS533A      |             | FS533B      |
| 自重     | 32.7 t         | 32.7 t      | 32.7 t      | 22.5 t     | 22.5 t     | 22.5 t     | 22.5 t     | 22.5 t     | 22.5 t     | 21.2 t     | 21.2 t     | 21.2 t     | 25.4 t     | 25.4 t     | 25.4 t     | 25.0 t     | 25.0 t     | 25.0 t     | 25.4 t     | 25.4 t     | 25.4 t     | 21.2 t     | 21.2 t     | 21.2 t     | 22.5 t     | 22.5 t     | 22.5 t     | 22.5 t     | 22.5 t     | 22.5 t     | 32.7 t      | 32.7 t      | 32.7 t      |
| 車内設備 | 乗、展         | 乗、展      | 乗、展      |            |            |            | 喫         | 喫         | 喫         | WC、電     | WC、電     | WC、電     |            |            |            |            |            |            |            |            |            | WC         | WC         | WC         | 喫         | 喫         | 喫         |            |            |            | 乗、展      | 乗、展      | 乗、展      |
| 定員     | 46             | 46          | 46          | 44         | 44         | 44         | 28         | 28         | 28         | 32         | 32         | 32         | 44         | 44         | 44         | 44         | 44         | 44         | 44         | 44         | 44         | 32         | 32         | 32         | 28         | 28         | 28         | 44         | 44         | 44         | 46          | 46          | 46          |

## 登場した映像作品

### 映画
- 真夜中の弥次さん喜多さん - 劇場版において、主人公の弥次郎兵衛（弥次さん）と喜多八（喜多さん）が、バイクを没収された代わりに乗車しているシーンとして登場。

### テレビアニメ
- 新世紀エヴァンゲリオン - 第4話に「小田急7700形」という車名で登場[49]。現実のHiSE車とは異なるリニアモーターカー方式の車両となっているが、塗装・展望席・ハイデッカー構造の客室・車体側面の5本線ラインなど、HiSE車の特徴が細かく描かれている。